# ستاره هودییوویتسه
ستاره هودییوویتسه (به لاتین: Staré Hodějovice) یک منطقهٔ مسکونی در جمهوری چک است که در شهرستان چسکه بودیوویتسه واقع شده‌است. ستاره هودییوویتسه ۵٫۱۸ کیلومتر مربع مساحت و ۱٬۰۶۰ نفر جمعیت دارد و ۴۷۴ متر بالاتر از سطح دریا واقع شده‌است.